# Głowy państwa Albanii

## Republika Albanii(1925–1928)
| #         | Imię i Nazwisko        | Portret | Kadencja      | Kadencja        | Partia polityczna | Partia polityczna |
| #         | Imię i Nazwisko        | Portret | Od            | Do              | Partia polityczna | Partia polityczna |
| --------- | ---------------------- | ------- | ------------- | --------------- | ----------------- | ----------------- |
| Prezydent |                        |         |               |                 |                   |                   |
| 1         | Ahmed Zogu (1895–1961) |         | 1 lutego 1925 | 1 września 1928 |                   | bezpartyjny       |

## Ludowa Republika Albanii (1944–1991)
W latach 1944–1991 urząd głowy państwa pełnił organ kolegialny, jego przewodniczący pełnił jedynie m.in. funkcje reprezentacyjne i protokolarne.
| #                                                                                           | Imię i Nazwisko          | Portret | Kadencja          | Kadencja          | Partia polityczna | Partia polityczna |
| #                                                                                           | Imię i Nazwisko          | Portret | Od                | Do                | Partia polityczna | Partia polityczna |
| ------------------------------------------------------------------------------------------- | ------------------------ | ------- | ----------------- | ----------------- | ----------------- | ----------------- |
| Przewodniczący Antyfaszystowskiej Rady Naczelnej Frontu Narodowowyzwoleńczego (1944 – 1946) |                          |         |                   |                   |                   |                   |
| 1                                                                                           | Omer Nishani (1887–1954) |         | 27 maja 1944      | 12 stycznia 1946  |                   | bezpartyjny       |
| Przewodniczący Prezydium Zgromadzenia Konstytucyjnego (1946)                                |                          |         |                   |                   |                   |                   |
| 1                                                                                           | Omer Nishani (1887–1954) |         | 12 stycznia 1946  | 16 marca 1946     |                   | bezpartyjny       |
| Przewodniczący Prezydium Zgromadzenia Ludowego (1946 – 1991)                                |                          |         |                   |                   |                   |                   |
| 1                                                                                           | Omer Nishani (1887–1954) |         | 16 marca 1946     | 1 sierpnia 1953   |                   | bezpartyjny       |
| 2                                                                                           | Haxhi Lleshi (1913–1998) |         | 1 sierpnia 1953   | 22 listopada 1982 |                   | PPSh              |
| 3                                                                                           | Ramiz Alia (1925–2011)   |         | 22 listopada 1982 | 29 kwietnia 1991  |                   | PPSh              |

### Pierwsi Sekretarze Komunistycznej Partii Albanii/Partii Pracy Albanii (1941–1991)
Faktycznym przywódcą kraju w okresie Ludowej Republiki był Pierwszy Sekretarz partii komunistycznej.
| # | Imię i Nazwisko         | Portret | Kadencja         | Kadencja         | Partia polityczna | Partia polityczna |
| # | Imię i Nazwisko         | Portret | Od               | Do               | Partia polityczna | Partia polityczna |
| - | ----------------------- | ------- | ---------------- | ---------------- | ----------------- | ----------------- |
| 1 | Enver Hoxha (1908–1985) |         | 8 listopada 1941 | 11 kwietnia 1985 |                   | PKSh/PPSh         |
| 2 | Ramiz Alia (1925–2011)  |         | 13 kwietnia 1985 | 4 maja 1991      |                   | PPSh              |

## Legenda
- tymczasowy prezydent

## Republika Albanii(1991–)
| #                 | Imię i Nazwisko             | Portret | Kadencja                     | Kadencja                     | Partia polityczna | Partia polityczna             |
| #                 | Imię i Nazwisko             | Portret | Od                           | Do                           | Partia polityczna | Partia polityczna             |
| ----------------- | --------------------------- | ------- | ---------------------------- | ---------------------------- | ----------------- | ----------------------------- |
| Prezydent (1991–) |                             |         |                              |                              |                   |                               |
| 1                 | Ramiz Alia (1925–2011)      |         | 29 kwietnia 1991             | 3 kwietnia 1992              |                   | PPSh (do 1991) PSSh (od 1991) |
| -                 | Kastriot Islami (ur. 1952)  |         | 3 kwietnia 1992              | 6 kwietnia 1992              |                   | PSSh                          |
| -                 | Pjetër Arbnori (1935–2006)  |         | 6 kwietnia 1992              | 9 kwietnia 1992              |                   | PDSh                          |
| 2                 | Sali Berisha (ur. 1944)     |         | 9 kwietnia 1992              | 23 lipca 1997                |                   | PDSh                          |
| -                 | Skënder Gjinushi (ur. 1949) |         | 24 lipca 1997 (kilka godzin) | 24 lipca 1997 (kilka godzin) |                   | PSD                           |
| 3                 | Rexhep Meidani (ur. 1944)   |         | 24 lipca 1997                | 24 lipca 2002                |                   | PSSh                          |
| 4                 | Alfred Moisiu (ur. 1929)    |         | 24 lipca 2002                | 24 lipca 2007                |                   | Bezpartyjny                   |
| 5                 | Bamir Topi (ur. 1957)       |         | 24 lipca 2007                | 24 lipca 2012                |                   | PDSh                          |
| 6                 | Bujar Nishani (1966–2022)   |         | 24 lipca 2012                | 24 lipca 2017                |                   | PDSh                          |
| 7                 | Ilir Meta (ur. 1969)        |         | 24 lipca 2017                | 24 lipca 2022                |                   | LSI                           |
| 8                 | Bajram Begaj (ur. 1967)     |         | 24 lipca 2022                | nadal                        |                   | Bezpartyjny                   |